# Daniel Berkeley Updike
Daniel Berkeley Updike (Providence, 24 februari 1860 - Boston, 28 december 1941) was een Amerikaans drukker, typograaf en historicus gespecialiseerd in typografie. Updike was de oprichter van de Merrymount Press.

## Levensloop
Updike was het enige kind van advocaat en politicus Caesar Augustus Updike (1824-1877) en Elizabeth Bigelow Adams (1830-1895). Updike groeide op in een welgesteld gezin dat lid was van de Episcopaalse Kerk. In het gezin had cultuur, educatie en religie een zeer belangrijke plaats. Doordat Updike enig kind was, stond hij onder grote druk om de goede naam en reputatie van de familie hoog te houden.
Na het overlijden van zijn vader op 9 oktober 1877 stopte Updike met zijn opleiding. Hij vond een baan bij een lokale bibliotheek waar hij inviel voor een zieke bibliothecaris. In 1880 verhuisde Updike naar Boston waar hij bij uitgeverij Houghton, Mifflin and Company als loopjongen ging werken. Updike had familie in Boston die ten tijde van de Arts and Crafts periode actief waren geweest in het boekdrukken.
Door het werk bij de uitgeverij Houghton, Mifflin and Company groeide de interesse van Updike in boekdrukken. Updike was verantwoordelijk voor het vervoeren van drukproeven van Houghton, Mifflin and Company naar de Riverside Press. Vanwege de afstand tussen de twee drukkerijen nam Updike een paard en wagen. Hij maakte gebruik van de reistijd om de drukproeven te bestuderen en na te denken over aanpassingen die hij zelf zou doen. Hierdoor groeide zijn interesse in het maken van drukwerk. Uiteindelijk werd Updike aangenomen als boekontwerper bij de Riverside Press.

## Merrymount Press

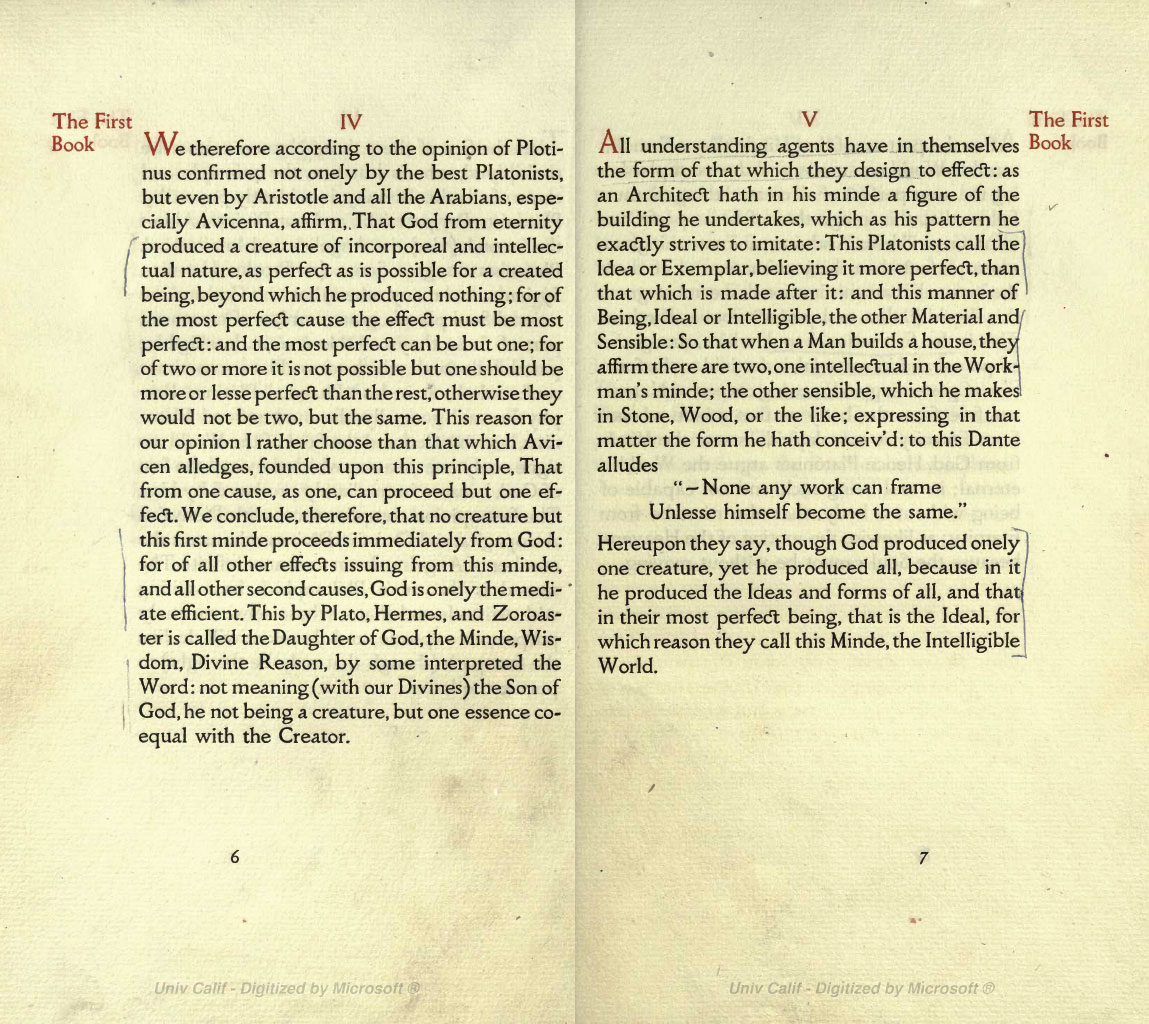
Spread van de "The Platonick Discourse" door Pico della Mirandola geprint door de Merrymount Press, omstreeks 1914.

Zijn ervaring in het boekdrukken leidde tot de oprichting van een eigen typografische studio in 1893 en uiteindelijk tot de oprichting van de Merrymount Press in 1896. Aanvankelijk lag de focus van de Merrymount Press op typografisch ontwerp, maar breidde zich later uit naar alle aspecten van drukwerk. In het begin werkte Updike in de stijl van William Morris, maar focuste zich later meer op stijlen uit de zeventiende, achttiende en de vroege negentiende eeuw. Het devies van Morris “gewoon werk buitengewoon goed doen” hield Updike zijn gehele carrière aan.
Bij de Merrymount Press had Updike veel oud-collega's van de Riverside Press aangesteld. Hij had specifiek gekozen voor mensen van wiens werk hij onder de indruk was. Een van deze mensen was John Bianchi, die in 1915 zijn zakenpartner werd.
De Merrymount Press specialiseerde zich in uitgaven van hoge kwaliteit voor een select publiek waarbij gebruik gemaakt werd van beste typografie, afdruk, illustraties en binding. Kosten waren hierin minder van belang. De boekontwerpen combineerde zowel het functionele en het esthetische. De ontwerpen van Updike staan bekend om hun duidelijke overzichtelijkheid, gemakkelijke leesbaarheid en uitstekend vakmanschap.
De Merrymount Press ontwierp onder meer boekuitgaves voor de Episcopaalse Kerk. In 1896 werd typograaf Bertram Grosvenor Goodhue gevraagd een lettertype te ontwerpen voor een altaarboek voor de Episcopaalse Kerk. Vanaf 1904 werden er meerdere lettertypes ontworpen en aangekocht voor de Merrymount Press, waaronder Calson, Scotch Romans, Janson, Mountjoye, en Oxford. De Merrymount Press was de eerste Amerikaanse drukkerij die het lettertype Times New Roman op grote schaal gebruikte.
De werken The Book of Common Prayer uit 1930 en de editie van The Compleat Angler door Izaak Walton uit 1928 worden gezien als de meesterwerken van de Merrymount Press.
Na de dood van Updike in 1941 nam zakenpartner John Bianchi samen met zijn zoon Daniel Berkeley Bianchi de Merrymount Press over. De Merrymount Press sloot in 1949.

## Historicus en auteur
Naast drukker was Updike ook historicus gespecialiseerd in typografie. Hij publiceerde in 1922 het boek Printing Types: Their History, Forms and Use over historische printtechnieken. Dit boek schreef hij naar aanleiding van enkele lezingen die hij gaf aan de Harvard-universiteit. In 1924 werd het boek In the Day's Work gepubliceerd dat Updike schreef over het maken van boeken.
In 2002 kwam het verzamelwerk van ongepubliceerde essays van Updike uit onder de naam The Well-Made Book: Essays & Lectures by Daniel Berkeley Updike.

### De Daniel Berkeley Updike Collection on the History of Printing
De openbare bibliotheek in Updike's geboorteplaats Providence heeft een collectie boeken over de geschiedenis van de boekdrukkunst. Deze collectie, genaamd de The Daniel Berkeley Updike Collection on the History of Printing, is ontstaan na de aankoop van meer dan 1000 boeken van de St. Bride Library in Londen. De aankoop van deze boeken werd grotendeels gefinancierd door Updike. De collectie bestaat uit ongeveer 7500 boeken, 600 brieven en manuscripten, honderden prints en diverse gebruiksvoorwerpen die te maken hebben met boekdrukken.